# Ponana vinula
Ponana vinula är en insektsart som beskrevs av Carl Stål 1864. Ponana vinula ingår i släktet Ponana och familjen dvärgstritar. Inga underarter finns listade i Catalogue of Life.